# NOAAS Henry B. Bigelow (R 225)
Le NOAAS Henry B. Bigelow (R 225) est un navire océanographique  et halieutique de flotte de la NOAA (National Oceanic and Atmospheric Administration) et plus spécifiquement du service de la National Marine Fisheries Service (NMFS). Il est le deuxième d'une classe de cinq nouveaux navires de recherche sur les pêches. Il porte le nom de Henry Bryant Bigelow (1879-1967), océanographe, zoologiste et biologiste marin américain qui a fondé l’Institut océanographique de Woods Hole à Woods Hole, dans le Massachusetts.

## Historique

### Construction et mise en service
Oscar Dyson a été construit par VT Halter Marine (en) à Moss Point, dans le Mississippi. La pose de la quille date du 21 mai 2004 et il a été lancé le 8 juillet 2005. Il a été livré à la NOAA le 16 juillet 2007. Il porte le nom de Henry Bryant Bigelow (1879-1967), un océanographe et un ichtyologiste américain.

### Caractéristiques et capacités
Capable de mener des opérations océanographiques multidisciplinaires à l’appui des études de processus biologiques, chimiques et physiques, Henry B. Bigelow est le deuxièmevnavire d’une classe de cinq navires de recherche halieutique parmi les plus avancés au monde, doté d’une capacité unique pour l'océanographie. Il s’agit d’un chalutier de poupe dont les capacités de pêche sont similaires à celles des navires de la pêche commerciale. Il est équipé pour la pêche à la palangre et au chalut et peut effectuer des opérations de chalutage à des profondeurs de 1.800 mètres. Sa caractéristique la plus avancée est l’incorporation de la technologie de silence acoustique pour permettre aux scientifiques de la NOAA de surveiller les populations de poissons sans que le bruit du navire ne modifie le comportement du poisson. Ses hydrophones océanographiques sont montés sur une planche de bord rétractable qui permet d’abaisser les transducteurs scientifiques loin de la zone de bruit généré par la coque, améliorant ainsi la qualité des données collectées. Pour tirer pleinement parti de ces capacités avancées de collecte de données, il dispose du système de sonar scientifique, qui permet de mesurer avec précision la biomasse de poissons dans une zone d'étude. il dispose également d’un profileur de courant acoustique Doppler avec lequel collecter des données sur le courant marin et d’un système de sonar multifaisceaux fournissant des informations sur le contenu de la colonne d’eau ainsi que sur le type et la topographie des fonds marins en cours de route. données à n’importe quelle vitesse, jusqu’à 11 nœuds (20 km/h).
Henry B. Bigelow est équipé de treuils hydrographiques qui peuvent déployer des instruments CTD pour mesurer la conductivité électrique, la température et la fluorescence de la chlorophylle de l'eau de mer. Le navire peut également déployer des équipements spécialisés tels que des cadres, des véhicules remorqués, des dragues et des carottes de fond à système d'ouverture multiple, de filet de fermeture et de système de détection environnemental (MOCNESS (en)). Elle peut également déployer et récupérer des ensembles de capteurs flottants et amarrés au fond. En plus de son équipage de 20 personnes, il peut accueillir jusqu'à 19 scientifiques.

### Historique du service
Classée officiellement comme "navire de surveillance des pêches" et ayant son port de base à Newport, dans le Rhode Island, la mission principale de Henry B. Bigelow consiste à étudier et à surveiller la pêche en mer dans les eaux de la zone économique exclusive des États-Unis au large de la côte est des États-Unis, du Maine à la Caroline du Nord, y compris le Georges Bank (en) au large de la Nouvelle-Angleterre. Il observe également les conditions météorologiques, l'état de la mer et d'autres conditions environnementales, effectue des évaluations de l'habitat et étudie les populations d'oiseaux marins et de mammifères marins, marsouin commun, baleine à bosse et baleine noire.

## Flotte de la National Marine Fisheries Service
La National Marine Fisheries Service (Service national de la Pêche maritime) est un organisme fédéral des États-Unis. C'est une division de la National Oceanic and Atmospheric Administration (NOAA) elle-même dépendante du département du Commerce des États-Unis. Le NMFS est responsable de l'intendance et de la gestion de ressources marines au sein de la zone économique exclusive des États-Unis, qui s'étend vers le large à environ 370 kilomètres de la côte.

## Galerie

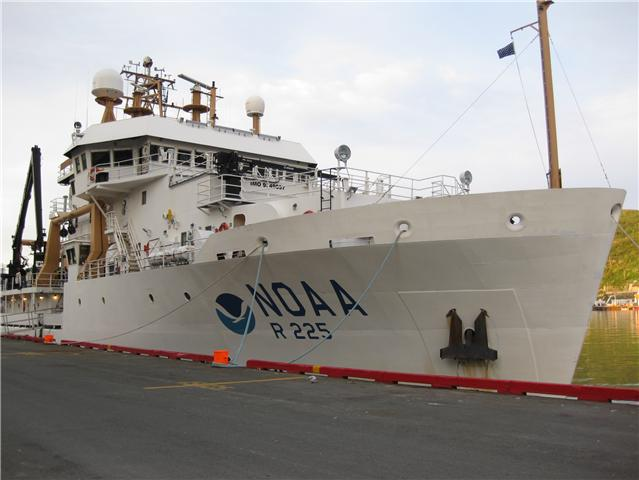
NOAA Henry B. Bigelow
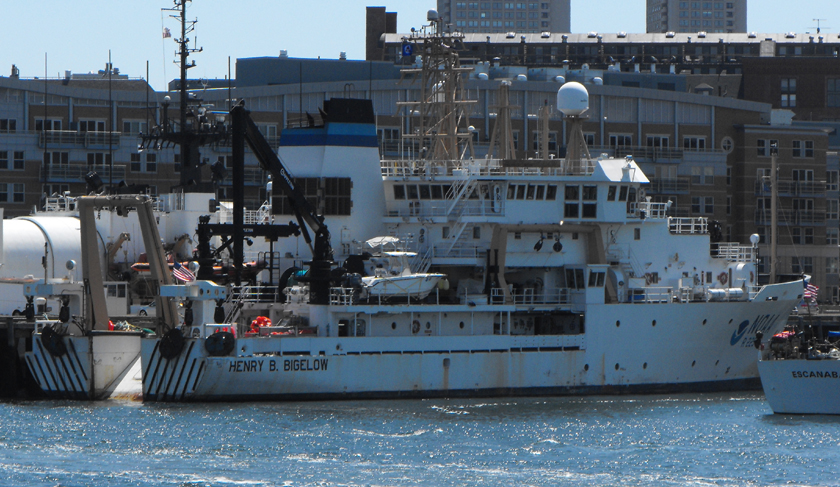
NOAA Henry B. Bigelow

### Note et référence
- (en) Cet article est partiellement ou en totalité issu de l’article de Wikipédia en anglais intitulé « NOAAS Henry B. Bigelow (R 225) » (voir la liste des auteurs).